# Челебиджихан, Номан
Нома́н Челебиджиха́н (Челеби́ Челеби́ев; крым. Noman Çelebicihan, Номан Челебиджихан, نومان چلبى جهان‎; 1885, село Биюк-Сунак (ныне не существует), близ Джанкоя, Перекопский уезд, Таврическая губерния — 23 февраля 1918, Севастополь) — крымскотатарский политический, государственный и общественный деятель, первый председатель правительства Крымской Народной Республики, организатор I Курултая крымскотатарского народа, первый избранный временный муфтий мусульман Крыма, Литвы, Польши, Белоруссии. Известен также как автор стихотворения «Ant etkenmen» («Я поклялся»), которое стало национальным гимном крымских татар.

## Биография

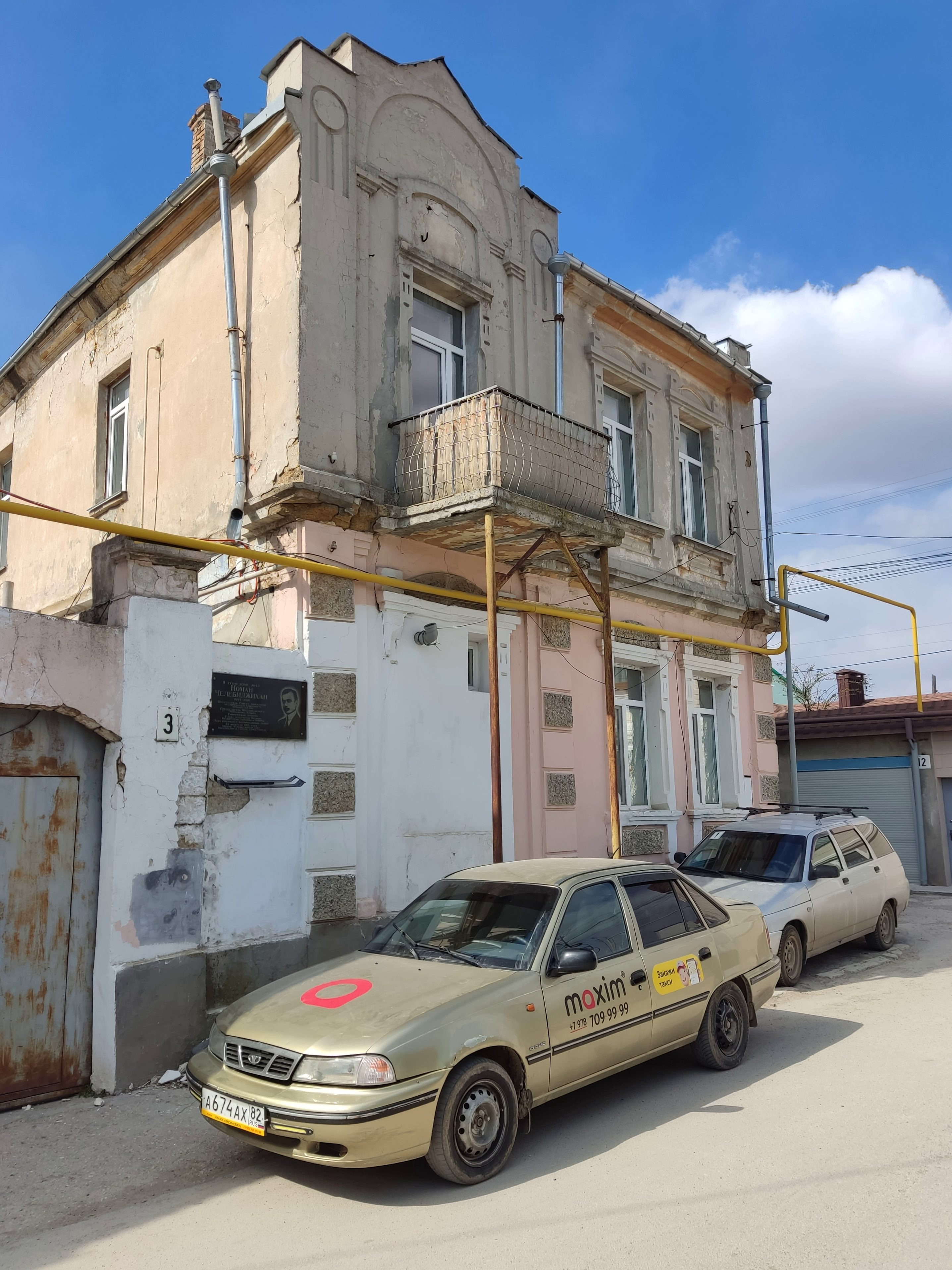
Дом на Интернациональной улице в Евпатории, где жил Челебиджихан

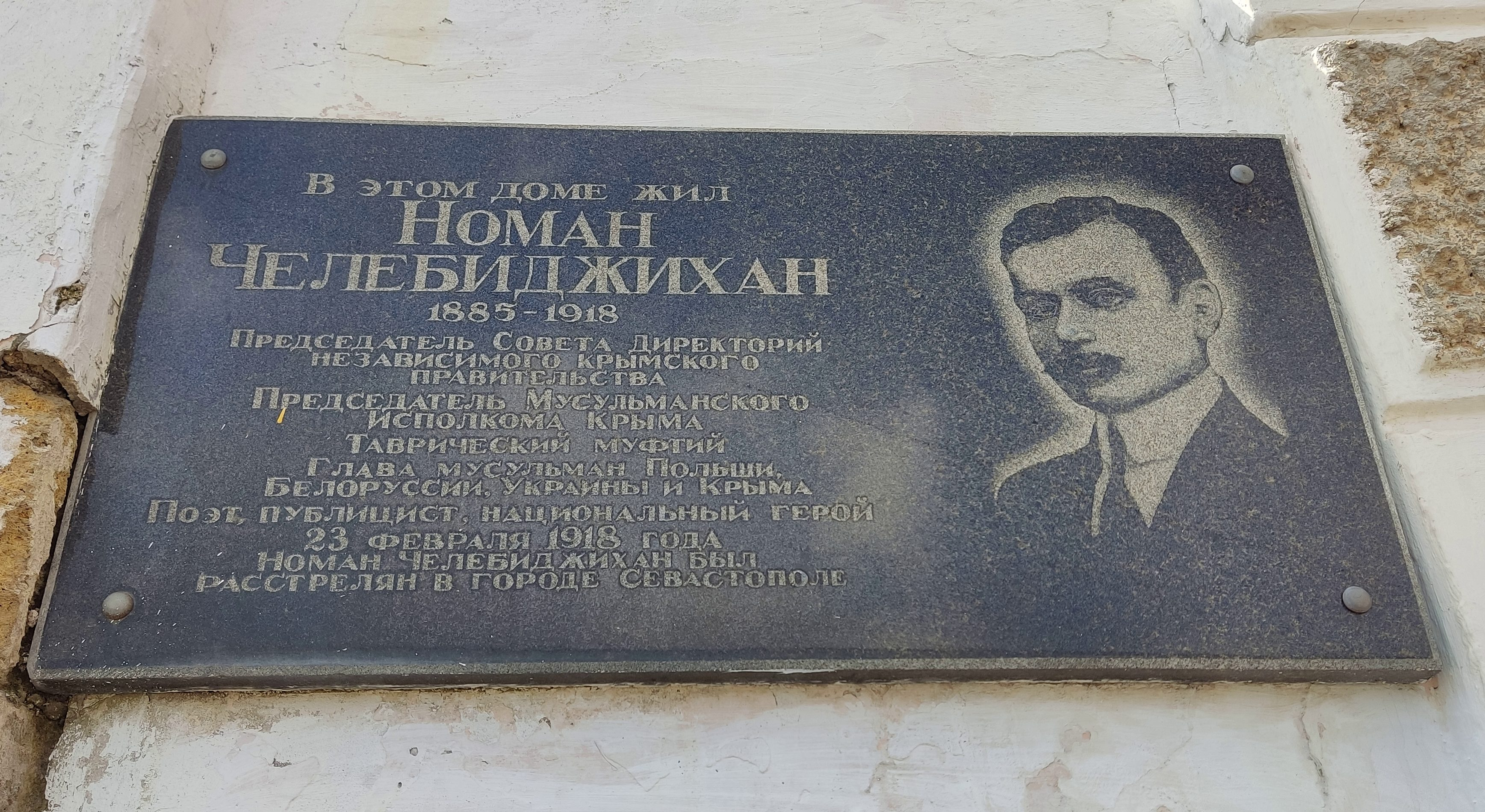
Мемориальная табличка в Евпатории

Родился в семье Ибраима Челеби, имама мечети села Биюк-Сунак. Начальное образование получил в сельской школе, продолжив обучение в медресе Акчора, а затем в Зынджырлы медресе.

### Общественно-политическая деятельность в Турции
В 1908 г. прибыл в Османскую империю. В Стамбульском университете получил высшее юридическое и богословское образование. Во время учёбы в Стамбуле создал несколько организаций:
- «Общество молодых татарских писателей» (Yaş tatar yazıcılar cıyını) (1910), издавшее такие литературные произведения, как «Молитва ласточек» («Qarılğaçlar duası»), «Золотой свет» («Altın yarıq»), «Сборник стихотворений» («Şiirler cönkü»).
- «Общество крымскотатарской учащейся молодежи» (существовало до 1917 г.), члены которого создавали и публиковали патриотические стихи, рассказы, политические и исторические статьи, распространяли их в Крыму. Вместе с крымскотатарскими студентами Челебиджихан дважды встречался с Исмаилом Гаспринским во время его пребывания в Турции.
- «Родина» («Vatan») (1909 г.) — подпольная политическая организация, членами которой являлись крымскотатарские студенты в Турции. Основатели: Номан Челебиджихан, Джафер Сейдамет, Абибулла Одабаш.

В 1912 году Номан Челебиджихан возвратился в Крым. Проживал в Евпатории в доме семьи Капари. Был женат на Кериме-Шерфе Капари (в других источниках — Сеида Капари).
В 1913 году поступил на юридический факультет Санкт-Петербургского института психоневрологии (в ходе реорганизации юридический факультет был передан в состав Первого Петроградского университета — современный СПбГУ).

### Общественно-политическая деятельность в Крыму
С началом Первой мировой войны возвратился в Крым, вместе с Джафером Сейдаметом разрабатывал стратегию национальной борьбы. После Февральской революции 1917 года политические организации в Крыму вышли из подполья. В марте прошёл I Всекрымский мусульманский съезд, на котором был учрежден Временный Крымско-Мусульманский исполнительный комитет (Мусисполком), председателем которого был избран Номан Челебиджихан. Одновременно он стал первым муфтием (временным) мусульман Крыма, который не назначался Министром внутренних дел, а был избран голосованием делегатов.
Результаты деятельности правления Мусисполкома во главе с Н. Челебиджиханом:
- создание духовного и земельного управлений;
- реформирование национальных учреждений просвещения;
- активизация работы провинциальных органов управления;
- открытие национальных изданий (газета «Millet» («Нация») на крымскотатарском языке и «Голос татар» — на русском).

Была создана национальная партия Милли Фирка. Челебиджихан призывал формировать мусульманские вооруженные силы, в первую очередь на основе Крымского драгунского полка и других частей, укомплектованных крымскими татарами. 23 июня 1917 года Номан Челебиджихан был арестован контрразведкой при штабе Севастопольской крепости по обвинению в антиправительственной агитации среди татарских солдат. Однако вскоре его вынуждены были освободить, так как крымские татары выразили протест в защиту своего лидера, скрепив его 5 тысячами подписей.

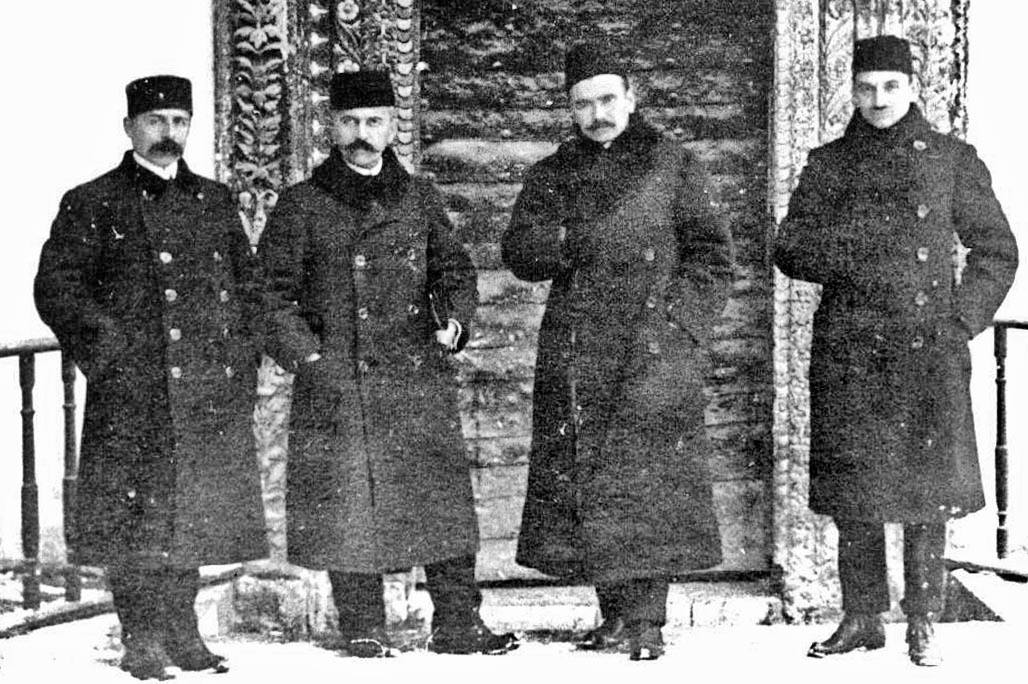
Лидеры Крымской Директории Сеитджелиль Хаттатов, Асан Сабри Айвазов, Номан Челебиджихан и Джафер Сеидамет у портала Демир-Капы Бахчисарая, 1918 г.

В ноябре-декабре 1917 года (по старому стилю) в Крыму прошёл I Курултай крымскотатарского народа, подготовленный Номаном Челебиджиханом с соратниками. Он входил в комиссию по разработке проекта Конституции Крымской Народной Республики. После длительного обсуждения курултай утвердил представленный комиссией проект Конституции и 13 декабря 1917 года провозгласил создание Крымской Народной Республики. Челебиджихан был избран председателем национального правительства — Совета директоров (Директории) и одновременно начальником его управления юстиции.

В представленном на страницах газет «Миллет» и «Голос татар» программном сообщении созданного правительства было сказано:
«Крымскотатарское национальное правительство призвано обеспечить счастье и нормальную жизнедеятельность не только коренного народа, но и защищать всех земляков, жителей полуострова от узурпации, анархии и мятежа, защищать их жизнь и честь, и считает это своей священной обязанностью».
Номан Челебиджихан выступал за равноправие всех народов, живущих в Крыму. В своей программной речи в преддверии открытия Курултая он говорил:

На Крымском полуострове растут разноцветные розы, лилии, тюльпаны. И у каждого из этих изящных цветов есть своя особенная красота, свой особенный нежный аромат. Эти розы, эти цветы — живущие в Крыму народы: татары, русские, армяне, евреи, немцы и другие. Цель Курултая — собрав их вместе, составить из них красивый и изящный букет, основать на прекрасном острове Крым настоящую цивилизованную Швейцарию. Курултай думает не только о крымских татарах, но обо всех народах, на протяжении веков по-братски живущих вместе с ними. Курултай приглашает их работать вместе, и будет идти с ними рука об руку. Крымские татары будут играть в этом деле не роль руководителя, но роль зачинателя, инициатора.
Оригинальный текст (кр.тат.)Qırım yarımadasında türlü renklerde bir çoq zarif güller, zanbaqlar, lâleler bardır. Ve bu lâtif ruh-i naz çeçeklerniñ episiniñ kendilerine mahsus bir güzelligi, özlerine mahsus lâtif qoquları bar. Bu güller, bu çeçekler Qırımda yaşağan milletler: tatar, rus, ermeni, yeudiy, nemse ve başqalarıdır. Qurultaynıñ maqsadı olarnı bir yerge toplap episinden bir güzel ve nefis buket yapmaqtır, güzel Qırım adasında aqiqiy medeniy bir İsviçre tesis etmektir. Tatar Qurultayı yalıñız tatarlarnı degil, asırlardan berli tatarlarnen beraber qardaşça yaşap kelgen diger milletlerni de tüşünmekte. Olarnı da işke davet eterek, olarnen qol-qolğa berip ketecektir. Tatar bu işte amir degil, belki bir müteşebbis, yalıñız bir teşebbüsçilik vazifesini icra etecektir.

После того как власти Симферополя отказались предоставить Директории помещение, Номан Челебиджихан призвал занять «Народный дом» (ранее — дом губернатора Таврической губернии). 3 января 1918 года помещение было взято сторонниками Директории. Данное событие было критически воспринято как в среде крымских татар, так и других жителей Крыма. Поэтому на следующий день Директория покинула дом, а Челебиджихан в знак протеста подал в отставку.
Однако Октябрьская революция в России и приход к власти большевиков, не признавших крымскотатарское правительство, поставили под угрозу существование крымской государственности. Большевики активизировали свои действия в Крыму, при помощи Черноморского флота свергли крымскотатарское национальное правительство и за короткий срок захватили весь Крымский полуостров.
Номан Челебиджихан стал жертвой анархо-революционного террора в Крыму. 26 января 1918 года он был арестован и заключен в Севастопольской тюрьме. 23 февраля этого же года в городе Севастополе он был без суда убит революционными матросами, а его тело было выброшено в Чёрное море.

## Память
В честь муфтия Челебиджихана крымскотатарские активисты назвали батальон, который принял участие в блокаде Крымского полуострова.
7 апреля 2017 года в Симферополе (Крым) состоялось торжественное открытие мемориальных досок на историческом здании, в котором работал Челебиджихан.
22 февраля 2018 года на здании железнодорожного вокзала в Ичне (Украина) была установлена памятная доска, посвящённая Номану Челебиджихану.
Памятник Номану Челебиджихану скульптора Айдера Алиева установлен в селе Завет-Ленинский Джанкойского района. Общая высота памятника — 2,6 метров, он состоит из бронзового бюста и гранитного постамента. К 100-летию со дня трагической гибели Челебиджихана 23 февраля 2018 года члены крымскотатарской общественной организации «Крым-Юрт» решили почтить память о нём на его родине, в деревня Биюк-Сонак. Однако в 1950-е годы деревня была разрушена, и из-за распашки определить её бывшее положение и положение мусульманского кладбища с могилами родителей Номана на местности затруднительно. Власти села Завет-Ленинский (до 1948 — Кучук-Алкалы) предложили активистам поставить памятник на центральной площади села напротив сельсовета. К 23 мая 2019 года инициативная группа получила землеотвод и разрешительные документы, памятник был установлен за счет общественности.

## Творчество
Поэзия
- Я поклялся (Ant Etkenmen)
- Бабочка (Köbelek)
- Темница (Bastırıq)
- Эх… (Aygidi…)
- До свидания, татарский народ! (Savlıqman qal, tatarlıq!)
- Бедный путник (Yolcu ğarip)
- Привет от лисы (Til’kiden selâm)
- Жёлтый тюльпан (Sarı tül’pan)

Проза
- Молитва ласточек (Qarılğaçlar duası)
- Ведьма (Qurtqa qadın)